# Linia kolejowa Lysá nad Labem – Milovice
Linia kolejowa Lysá nad Labem – Milovice (Linia kolejowa nr 232 (Czechy)) – jednotorowa, zelektryfikowana regionalna linia kolejowa w Czechach. Łączy stacje Lysá nad Labem i Milovice. W całości znajduje się w kraju środkowoczeskim.